# Christian Röhss den yngre
Christian Röhss d.y., född 5 oktober 1880 i Göteborg, död 17 juni 1954 i Askim, var en svensk försäkringsdirektör.
Han var son till Christian Röhss d.ä. och Hedvig Åkerman. Sedan 1913 var han gift med Andrea Lignell, dotter till en grosshandlare.
Röhss bedrev studier vid Göteborgs realläroverk och kontorspraktik i Sverige och utomlands. År 1903 blev han delägare i faderns affär, deltog i bildandet av Försäkrings AB Atlantica 1916, Återförsäkrings AB Rea 1917, Återförsäkrings AB Vala 1920. Från 1916 var han VD för Atlantica, från 1917 för Rea. 
År 1919 blev han ledamot av Askims kommunfullmäktige.